# Hoeven (Halderberge)
Hoeven (Brabants: D'Oeve) is een dorp  in de gemeente Halderberge in de Nederlandse provincie Noord-Brabant.
Tot 1997 vormde Hoeven samen met het dorp Bosschenhoofd de gemeente Hoeven. Deze gemeente is in 1810 gevormd uit Hoeven en de ten noorden ervan gelegen Sint Maartenspolder. De gemeente heette aanvankelijk dan ook: Hoeven en Sint Maartenspolder.
Opmerkelijk was dat de grens met de gemeente Etten-Leur vóór 1997 door het dorp liep.

## Etymologie
De naam Hoeven is afkomstig van de vermelding als centrum hovas seu mansos wastinae in een document uit 1282, met de titel 'Honderd hoeven woeste grond'. Een hoeve was een oppervlaktemaat van 12 bunder, waarop een boerderij kon worden gebouwd.

## Geschiedenis
In 1282 verkocht Arnoud van Leuven, Heer van Breda, honderd hoeven woeste grond aan de Sint-Bernardusabdij te Hemiksem. Het document waarmee dit werd bekrachtigd was de eerste schriftelijke vermelding van de naam Hoeven. De bodem bestond hier uit moerassig veen en heidegrond. De bedoeling was dat de Cisterciënzer monniken deze grond zouden gaan ontginnen. De monniken bouwden een hoeve op een hooggelegen terrein ten westen van de Halderberg, ter plaatse van het huidige Bovendonk, waar tot ver in de vorige eeuw een grootseminarie zetelde, sindsdien dienend als zowel conferentiecentrum en priester- en diakenopleiding van het bisdom Breda.
Hoeven behoorde aanvankelijk tot de parochie Gastel. In 1279 werd de kapel op de Halderberg gebouwd, en in 1310 werd Hoeven een zelfstandige parochie. In 1886 splitste Bosschenhoofd zich hiervan af. De katholieken moesten hun kerk aan de Bovenstraat in 1648 afstaan aan de hervormden en kregen deze in 1800 weer terug. Het schip moest echter opnieuw worden opgebouwd, zodat het tot 1821 duurde alvorens de kerk weer in gebruik kon worden genomen. In 1884 werd het koor onder leiding van Pierre Cuypers herbouwd. De kerk werd echter overbodig nadat in 1929 de nieuwe kerk in gebruik werd genomen. Er waren nog plannen om de oude kerk als gemeentehuis in te richten, maar ook daar kwam niets van en de kerk verviel meer en meer. In 1944 werd de kerk bovendien door oorlogshandelingen zwaar beschadigd en in 1953 volgde de sloop.
De oude Hoevense dorpsstraat, de huidige Sint-Jansstraat, werd reeds in 1670 met keien bestraat. Ze maakte deel uit van de straatweg van Etten naar Oudenbosch. In 1890 kwam er een tram over deze weg. Uiteindelijk kwam er een verkeersomleiding.

## Bezienswaardigheden

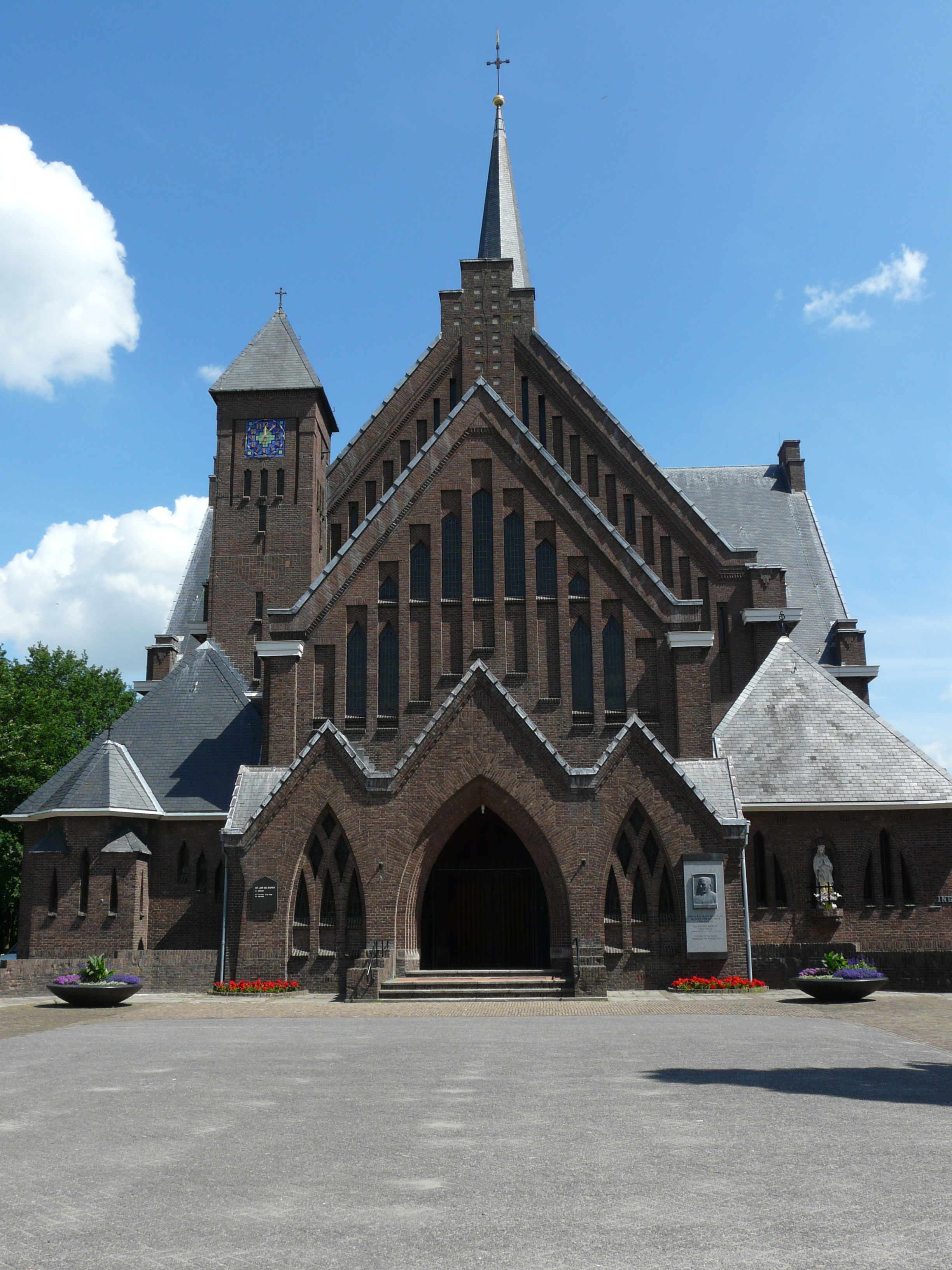
Jan de Doperkerk

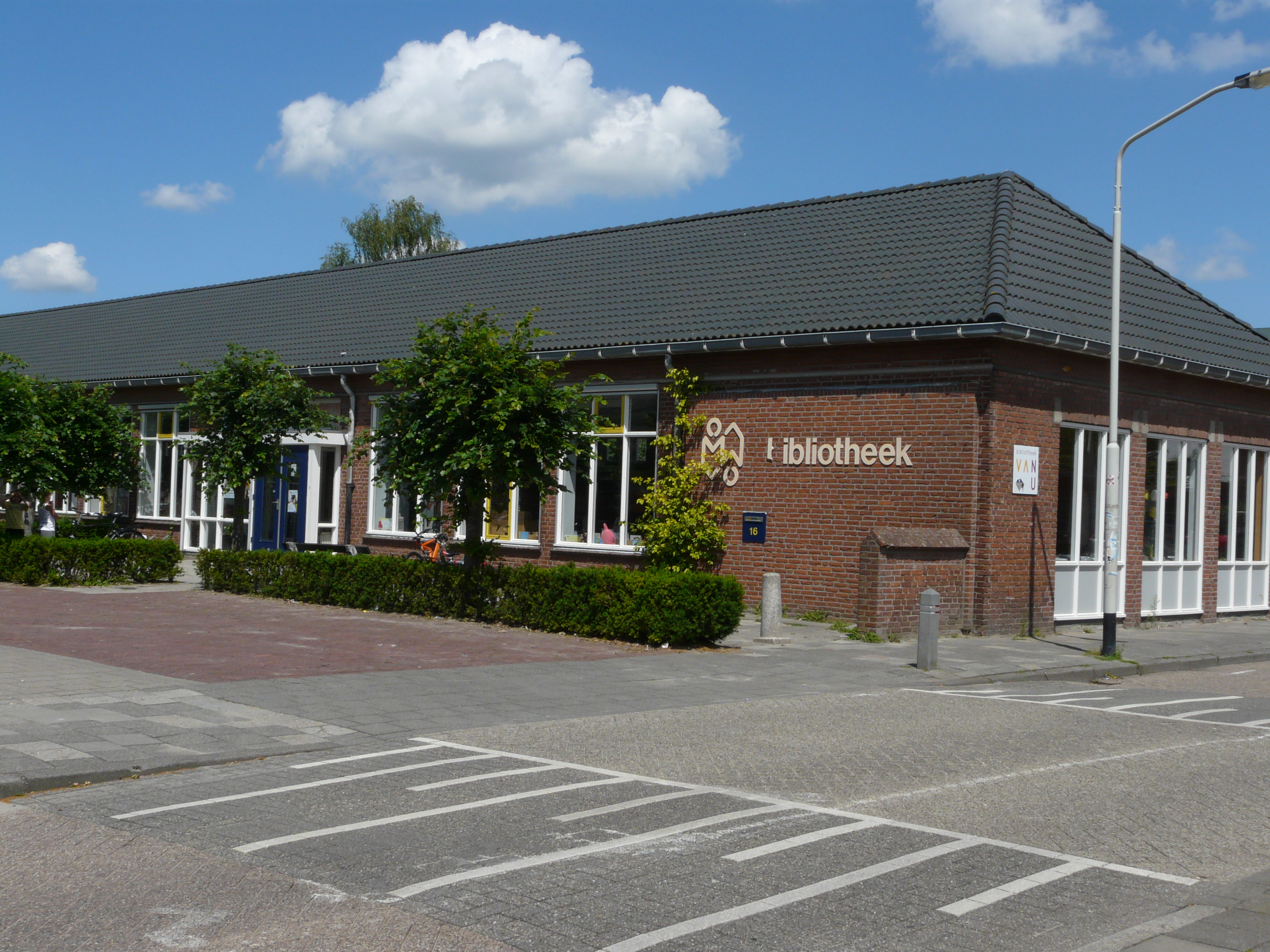
Bibliotheek

- Het voormalige grootseminarie Bovendonk ligt nabij het centrum van Hoeven. Het complex in neogotische stijl stamt uit 1907 en werd ontworpen door Pierre Cuypers. Thans is het complex in gebruik als conferentiecentrum en priester- en diakenopleiding van het Bisdom Breda.
- De Jan de Doperkerk aan de Sint-Jansstraat 40, uit 1929, werd ontworpen door Johan Berben in expressionistische baksteenarchitectuur. Het is een Christocentrische kerk met een plattegrond in de vorm van een Grieks kruis. De pastorie van dezelfde architect werd in 1944 door oorlogsgeweld verwoest. Reeds in 1927 werd de verering van de Heilige Christoffel ter hand genomen en een autozegening ingesteld. Het plein voor de kerk werd daarop ingericht en de autozegening wordt nog steeds, omstreeks 24 juli, verricht.[4]
- Volkssterrenwacht Simon Stevin werd in 1961 opgericht in een klooster te Oudenbosch, van waar ze in 1969 verhuisde naar de Bovenstraat te Hoeven, vanwege het steeds groeiende bezoekersaantal. In 1994 kwam nieuwbouw gereed, maar in 1998 werd de sterrenwacht overgenomen door het recreatiebedrijf Molecaten Groep. De sterrenwacht ging Sterrenwacht Quasar heten. Ze werd echter gesloten in 2008 en vervolgens ontmanteld. De Molecaten Groep verklaarde de sluiting door de afnemende belangstelling voor de sterrenkunde. In 2013 is besloten dat de kijker en koepel weer terugkeren naar het voormalige klooster in Oudenbosch.
- De windmolen De Toekomst is een ronde stenen korenmolen uit 1862. Ze bevindt zich aan de Sprangweg 42.
- De voormalige RK pastorie aan de Sint-Jansstraat 20 stamt uit 1783. Ze werd gebouwd in opdracht van de Sint-Bernardusabdij. Het is een gepleisterd, classicistisch pand. In 1929 werd het als gemeentehuis in gebruik genomen.
- De dorpspomp is een hardstenen pomp uit 1855, voorzien van vier schamppalen.
- In Hoeven vindt men onder meer de volgende woonhuizen:
  - Het pand Sint-Jansstraat 3 stamt uit de 17e eeuw en heeft een topgevel in maniëristische stijl.
  - Het pand Sint-Jansstraat 11 is een huis uit het eind van de 17e eeuw en heeft een brede straatgevel, wat kenmerkend is voor Hoeven.
  - Bovenstraat 2 is een hoekhuis met trapgevel, in de 19e eeuw bepleisterd maar met mogelijk een 17e-eeuwse kern.
  - Bovenstraat 8 en Bovenstraat 4-6 dateren uit de 18e eeuw.
- Nabij Hoeven vindt men onder meer de volgende boerderijen:
  - Goudsbloemdijk 3 dateert uit 1667. Het vrijstaande voorhuis met zijtopgevels is opgetrokken in gele baksteen. De boerderij heeft een langsdeelschuur.
  - Gors 62 is een boerderij van het kop-romptype en dateert van omstreeks 1800.

## Natuur en landschap
Hoeven ligt op het grensvlak van zandgebied ten zuiden en laaggelegen polderland ten noorden van de kom. Waterlopen als de Laakse Vaart en de Kibbelvaart wateren af op de Mark die een vijftal kilometer ten noorden van Hoeven loopt. Ook in de Mark komt de Balrouwse Vaart uit. Deze loopt deels langs de Poldersdijk, een oude dijk met een aantal wielen en loofbosjes erlangs, dat eigendom is van Staatsbosbeheer. Iets verder oostwaarts vindt men de Hoevense Beemden, een drassig poldergebied tussen Hoeven en Zevenbergen.
Ten zuidwesten van Hoeven ligt nog het Pagnevaartbos, een waterwin- en natuurgebied. Voorts ligt hier een recreatiegebied met Molecaten Park Bosbad Hoeven , waterspeelpark Splesj en enkele campings.

## Evenementen
Tijdens carnaval heet het dorp Peejenland - niet te verwarren met Peejeland of Peejerijk, waarmee Dongen bedoeld wordt. Op Super Tuesday trekt de carnavalsoptocht door Hoeven.
- Nacht van Oranje Hoeven, eind april
- Braderie Hoeven, Hemelvaartsweekend
- Fietsvierdaagse Hoeven, Hemelvaartsweekend[5]
- Wielerronde Hoeven, juni
- Avondvierdaagse Hoeven, juni
- Hoevense Polderloop, augustus[6]

## Voorzieningen
- Basisschool Uniek[7]
- Bibliotheek VANnU
- Dorpshuis Het Kompas[8]

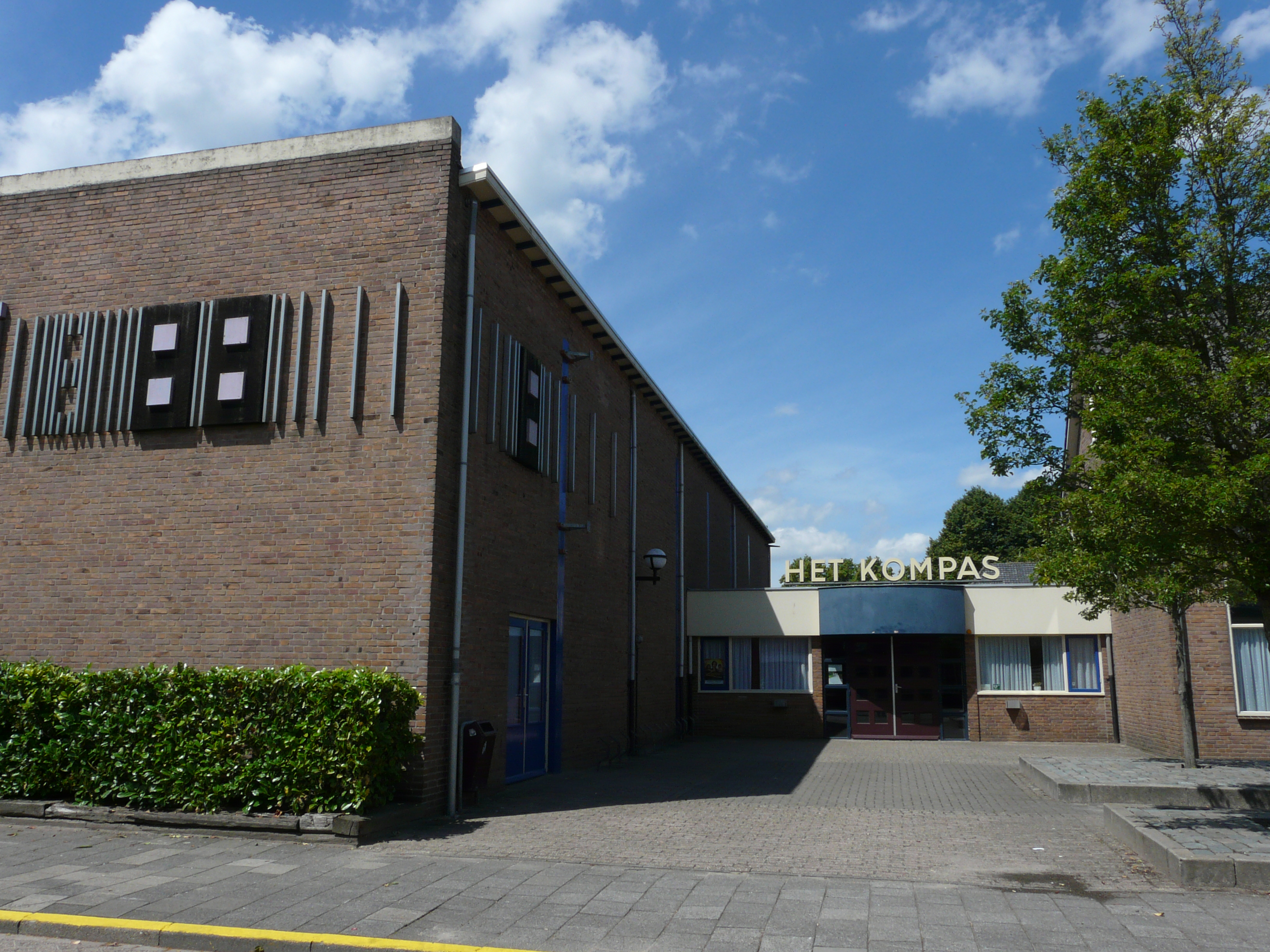
Dorpshuis Het Kompas

- Molecaten Park Bosbad Hoeven met waterspeelpark Splesj
- Voetbalvereniging Hoeven
- Korfbalvereniging Springfield

## Verkeer en vervoer
Hoeven is bereikbaar via de A58. Openbaar vervoer is er met Arriva buslijn 380 van Oud-Gastel via Etten-Leur en Breda naar Geertruidenberg. De dichtstbijzijnde treinstations zijn station Oudenbosch en station Etten-Leur.

## Partnersteden
- Stabroek (België)
- Breda (Nederland)

## Geboren te Hoeven
- Frederik Ouwerling (1883-1960), archivaris
- Janus Hellemons (1912-1999), wielrenner
- Huub Hangop (1960), zanger
- Roel Dirven (1988), acteur

## Nabijgelegen kernen
Bosschenhoofd, St. Willebrord, Etten, Oudenbosch, Zevenbergen